# Хајде да се играмо
„Хајде да се играмо“ је југословенски телевизијски филм из 1969. године. Режирао га је Предраг Бајчетић, а сценарио је писао Марсел Ашар.

## Улоге
| Глумац            | Улога |
| ----------------- | ----- |
| Милутин Бутковић  |       |
| Бранко Цвејић     |       |
| Милан Гутовић     |       |
| Петар Краљ        |       |
| Јелисавета Саблић |       |
| Драгољуб Војнов   |       |